# CJ Kettler
CJ Kettler est une productrice de télévision, directrice de médias et entrepreneur américaine. Elle occupe des postes de direction chez Hearst, MTV Networks, Vestron, Oxygen Media, Channel One News, Travelzoo, LIME et d'autres,,.
Kettler est PDG et présidente de Channel One News (2012-2014) et, après l'avoir vendu à Houghton Mifflin Harcourt, elle est vice-présidente exécutive chez HMH jusqu'en mai 2017. Depuis décembre 2017, Kettler est présidente de King Features Syndicate, une division de Hearst Corporation.

## Carrière
Après avoir obtenu un bachelor en sociologie du Smith College, Kettler commence sa carrière à CBS, puis à McCann Erickson puis à MTV. Chez Vestron Video, elle gère la vidéothèque pour enfants.
Après avoir vendu Sunbow Entertainment à Sony, Kettler travaille comme présidente des ventes et du marketing chez Oxygen Media. En 2005, elle crée la marque lifestyle LIME, qui est ensuite vendue à Gaiam en juillet 2007,.
De 2008 à 2013, Kettler est partenaire chez Propeller Partners. Elle est présidente de Travelzoo et occupe également des postes chez CBS, McCann-Erickson, Vestron et MTV Networks. Elle rejoint Channel One News en tant que PDG en novembre 2012. Elle est vice-présidente exécutive chez HMH jusqu'en mai 2017.
En décembre 2017, elle est nommée présidente de King Features Syndicate pour se concentrer sur leurs nouvelles initiatives sur plusieurs plateformes médiatiques.

## Crédits de production
En tant que productrice de télévision, elle produit plusieurs séries animées dont Le Cuphead Show ! pour Netflix. Ses crédits incluent :
| Série                                 | Episodes | Années    | Rôle                  |
| ------------------------------------- | -------- | --------- | --------------------- |
| The Tick                              | 36       | 1994–1997 | Productrice exécutive |
| My Little Pony Tales                  | 26       | 1992–1993 | Productrice exécutive |
| The Mask: Animated Series             | 55       | 1995–1998 | Productrice exécutive |
| The Brothers Flub                     | 26       | 1997–1998 | Productrice exécutive |
| Littlest Pet Shop                     | 40       | 1995      | Productrice exécutive |
| Conan the Adventurer                  | 65       | 1992      | Productrice exécutive |
| Bucky O’Hare and the Toad Wars        | 13       | 1991      | Productrice exécutive |
| My Little Pony n’ Friends             | 65       | 1986–1993 | Productrice exécutive |
| Salty’s Lighthouse                    | 13       | 1997–1998 | Productrice exécutive |
| Cramp Twins                           | 52       | 2001–2004 | Co-productrice        |
| Fat Dog Mendoza                       | 26       | 1998–2001 | Co-productrice        |
| It’s Your Birthday with Rainbow Brite | 1        | 1985      | Productrice exécutive |
| Carmen Sandiego                       | 32       | 2019      | Productrice exécutive |
| The Cuphead Show!                     | 12       | 2022      | Productrice exécutive |

## Nominations et récompenses
Kettler est membre du conseil d'administration de l'Environmental Working Group. 
En 2018, elle reçoit une nomination aux Emmy Awards pour Carmen Sandiego, dans la catégories des programmes pour enfants.